# Campeonato Europeo Sub-17 de la UEFA 2009
El Campeonato Europeo Sub-17 de la UEFA de 2009 fue la 8.ª edición del reestructurado torneo. El campeonato se disputó entre el 6 y 18 de mayo de 2009 en Alemania, en un total de 13 estadios. La final tuvo lugar en el estadio de Magdeburgo.
El torneo sirvió como clasificatoria para la Copa Mundial de Fútbol Sub-17 de 2009 que se realizó en Nigeria otorgando 6 cupos para el mismo.

## Equipos clasificados
| - Alemania (anfitrión) - Francia - Inglaterra - España | - Italia - Países Bajos - Suiza - Turquía |

## Resultados
| Avanza a semifinales y clasifica a la Copa Mundial de Fútbol Sub-17 de 2009 |
| Clasifica a la Copa Mundial de Fútbol Sub-17 de 2009                        |

### Primera fase

#### Grupo A
| Equipo  | Pts | PJ | PG | PE | PP | GF | GC | Dif |
| ------- | --- | -- | -- | -- | -- | -- | -- | --- |
| Suiza   | 5   | 3  | 1  | 2  | 0  | 4  | 2  |     |
| Italia  | 4   | 3  | 1  | 1  | 1  | 3  | 4  |     |
| España  | 3   | 3  | 0  | 3  | 0  | 0  | 0  |     |
| Francia | 2   | 3  | 0  | 2  | 1  | 2  | 3  |     |

| 6 de mayo de 2009 | España | 0:0 | Italia | Estadio Paul-Greifzu, Dessau-Rosslau                           |  |
|                   |        |     |        | Asistencia: 1500 espectadores Árbitro(s): Vladislav Bezborodov |  |

| 6 de mayo de 2009 | Francia  | 1:1 | Suiza           | Stadion am Bad, Markranstädt                               |                                                            |
|                   | Situ 76' |     | Ben Khalifa 59' | Asistencia: 2200 espectadores Árbitro(s): Tom Harald Hagen | Asistencia: 2200 espectadores Árbitro(s): Tom Harald Hagen |

| 9 de mayo de 2009 | España | 0:0 | Francia | Stadion der Freundschaft, Grimma |  |
|                   |        |     |         | Árbitro(s): Gerhard Grobelnik    |  |

| 9 de mayo de 2009 | Italia      | 1:3 | Suiza                                          | Hafenstadion, Torgau                                        |                                                             |
|                   | Beretta 31' |     | Nimely 29' (pen.) · Gonçalves 65' · Kamber 74' | Asistencia: 2550 espectadores Árbitro(s): Georgios Daloukas | Asistencia: 2550 espectadores Árbitro(s): Georgios Daloukas |

| 12 de mayo de 2009 | Suiza | 0:0 | España | Sport- und Freizeitzentrum, Sandersdorf |  |
|                    |       |     |        | Árbitro(s): Milorad Mažić               |  |

| 12 de mayo de 2009 | Italia                             | 2:1 | Francia    | Sportzentrum Taucha, Taucha |                       |
|                    | Dell'Agnello 38' · Sini 50' (pen.) |     | Kebano 18' | Árbitro(s): Pawel Gil       | Árbitro(s): Pawel Gil |

#### Grupo B
| Equipo       | Pts | PJ | PG | PE | PP | GF | GC | Dif |
| ------------ | --- | -- | -- | -- | -- | -- | -- | --- |
| Alemania     | 9   | 3  | 3  | 0  | 0  | 9  | 1  |     |
| Países Bajos | 4   | 3  | 1  | 1  | 1  | 3  | 4  |     |
| Turquía      | 3   | 3  | 1  | 0  | 2  | 3  | 5  |     |
| Inglaterra   | 1   | 3  | 0  | 1  | 2  | 1  | 6  |     |

| 6 de mayo de 2009 | Inglaterra  | 1:1 | Países Bajos | Stadion der Freundschaft, Gera                              |                                                             |
|                   | Garbutt 69' |     | Özyakup 4'   | Asistencia: 4600 espectadores Árbitro(s): Georgios Daloukas | Asistencia: 4600 espectadores Árbitro(s): Georgios Daloukas |

| 6 de mayo de 2009 | Alemania                                      | 3:1 | Turquía   | Steigerwaldstadion, Erfurt                              |                                                         |
|                   | Scheidhauer 11' · Buchtmann 51' · Mustafi 67' |     | Ahmet 10' | Asistencia: 5107 espectadores Árbitro(s): Milorad Mažić | Asistencia: 5107 espectadores Árbitro(s): Milorad Mažić |

| 9 de mayo de 2009 | Turquía   | 1:2 | Países Bajos                  | Arena Meuselwitz, Meuselwitz |                              |
|                   | Demir 65' |     | Castaignos 40+1' · Ligeon 56' | Árbitro(s): Tom Harald Hagen | Árbitro(s): Tom Harald Hagen |

| 9 de mayo de 2009 | Alemania                                          | 4:0 | Inglaterra | Ernst-Abbe-Sportfeld, Jena                          |                                                     |
|                   | Labus 13' · Thy 37' · Scheidhauer 56' · Götze 74' |     |            | Asistencia: 8500 espectadores Árbitro(s): Pawel Gil | Asistencia: 8500 espectadores Árbitro(s): Pawel Gil |

| 12 de mayo de 2009 | Países Bajos | 0:2 | Alemania             | Ernst-Abbe-Sportfeld, Jena       |                                  |
|                    |              |     | Thy 35' · Janzer 44' | Árbitro(s): Vladislav Besborodov | Árbitro(s): Vladislav Besborodov |

| 12 de mayo de 2009 | Turquía   | 1:0 | Inglaterra | Volksparkstadion, Gotha       |                               |
|                    | Seker 74' |     |            | Árbitro(s): Gerhard Grobelnik | Árbitro(s): Gerhard Grobelnik |

## Fase final
Esta Fase se desarrolló en Suiza en mayo de 2009.
|  | Semifinales                                     | Semifinales                                     |                  |              | Final                   | Final                   |  |
|  | 15 de mayo – Grimma 15 de mayo – Dessau-Rosslau | 15 de mayo – Grimma 15 de mayo – Dessau-Rosslau |                  |              | 18 de mayo – Magdeburgo | 18 de mayo – Magdeburgo |  |
|  |                                                 |                                                 |                  |              |                         |                         |  |
|  |                                                 |                                                 |                  |              |                         |                         |  |
|  | Suiza                                           | 1                                               |                  |              |                         |                         |  |
|  | Suiza                                           | 1                                               |                  |              |                         |                         |  |
|  | Países Bajos                                    | 2                                               |                  |              |                         |                         |  |
|  | Países Bajos                                    | 2                                               |                  | Países Bajos | 1                       |                         |  |
|  |                                                 |                                                 |                  | Países Bajos | 1                       |                         |  |
|  |                                                 |                                                 | Alemania (t. s.) | 2            |                         |                         |  |
|  | Alemania                                        | 2                                               | Alemania (t. s.) | 2            |                         |                         |  |
|  | Alemania                                        | 2                                               |                  |              |                         |                         |  |
|  | Italia                                          | 0                                               |                  |              |                         |                         |  |
|  | Italia                                          | 0                                               |                  |              |                         |                         |  |
|  |                                                 |                                                 |                  |              |                         |                         |  |

### Semifinales
| 15 de mayo de 2009, 11:00 | Suiza      | 0:2     | Países Bajos                | Stadio de Freundschaft, Grimma         |                                        |
|                           | Kamber 52' | Reporte | Isoufi 17' · Castaignos 40' | Árbitro(s): Tom Harald Hagen (Noruega) | Árbitro(s): Tom Harald Hagen (Noruega) |

| 15 de mayo de 2009, 17:45 | Alemania                     | 2:0     | Italia | Estadio Paul-Greifzu, Dessau-Rosslau |                                    |
|                           | Yabo 70' · Basala-Mazana 76' | Reporte |        | Árbitro(s): Milorad Mažić (Serbia)   | Árbitro(s): Milorad Mažić (Serbia) |

### Final
| 18 de mayo de 2009, 11:00 | Países Bajos  | 1:2 (t. s.) | Alemania             | MDCC-Arena, Magdeburgo                   |                                          |
|                           | Castaignos 7' | Reporte     | Thy 34' · Trinks 97' | Árbitro(s): Vladislav Bezborodov (Rusia) | Árbitro(s): Vladislav Bezborodov (Rusia) |

## Campeón
| Eurocopa Sub-17 2009 |
| -------------------- |
| Bandera de Alemania  |
| Alemania 3º Título   |